# Elle (roman)
Pour les articles homonymes, voir Elle et She (homonymie).
Elle (titre original : She: A History of Adventure) est un roman d'aventures de l'écrivain britannique Henry Rider Haggard paru en feuilleton dans le magazine The Graphic d'octobre 1886 à janvier 1887. En France, il a été publié pour la première fois en 1920.
Avec 83 millions d'exemplaires vendus en 44 langues, c'est un ouvrage important de la littérature de langue anglaise. Avec Les Mines du roi Salomon, c'est le roman le plus connu de Haggard, créateur du genre littéraire des mondes perdus.
Le roman s'inscrit dans la littérature coloniale anglaise du XIXe siècle. L'œuvre est empreinte des expériences qu'a faites Henry Rider Haggard en Afrique du Sud. L'histoire reprend de nombreuses idées courantes à l'époque victorienne, notamment la théorie de l’évolution et celles de la dégénération et du déclin racial. Le personnage de Elle explore le comportement féminin en illustrant le thème de la femme autoritaire. Le roman a reçu des louanges mais aussi des critiques pour sa représentation de la féminité.

## Résumé
Dans l'introduction du roman, l'éditeur affirme tenir celui-ci d'un ami à lui qui lui en confia le manuscrit annoté. Celui-ci lui demanda dans une lettre de le publier s'il le souhaitait. Il lui enjoignit toutefois de changer son nom et celui de son fils adoptif, ainsi que tous les éléments concernant leurs identités. C'est ainsi que dans le roman, ils sont respectivement appelés L. Horace Holly et Léo.
Horace Holly, narrateur du roman, reçoit la visite de son collègue Vincey. Celui-ci, sentant sa fin proche, lui raconte l’histoire extraordinaire de sa lignée et lui confie une malle en fer à remettre à son fils, Leo Vincey, le jour de ses 25 ans. Holly doit en outre s’engager à devenir le tuteur de Leo et à veiller à l’éducation de celui-ci. La malle en fer sera ouverte à la date prescrite. Holly et Leo y découvriront alors un parchemin, ainsi qu’un fragment de vase ancien — le tesson d’Amenartas — recouvert d’inscriptions en différentes langues anciennes et comportant des instructions pour parvenir au royaume de Kôr. Il y est également question de l’ascendance fort ancienne de Leo. Compte tenu de l’insistance qu’avait manifestée Vincey quant à l’importance de ce message et de cette mission, Leo, Holly et son serviteur Job décident d’entreprendre, avec l’aide de Mahomed, capitaine de leur navire, le long et périlleux voyage. Celui-ci les mènera vers les côtes de l’Afrique, puis jusqu’à Kôr et auprès de Elle, aussi connue sous le nom d’Ayesha, ou encore Celle-qui-doit-être-obéie. Ils survivent de justesse à une terrible tempête puis s’aventurent à l’intérieur des terres, où ils ne tarderont pas à être faits prisonniers par les Amahagger. Ils seront pris en charge par Billali, un ancien de la tribu, qui demande que les voyageurs soient épargnés, car leur reine a annoncé leur venue. Ustane, une jeune femme Amahagger ne tarde pas à embrasser Leo, ce qui équivaut à le prendre pour mari. Alors que Billali quitte la tribu pour aller annoncer l’arrivée des visiteurs à Ayesha, une fête cannibale est organisée pour dévorer Mahomed. Holly et Leo prennent sa défense, mais en vain, car Mahomed perdra la vie dans la bagarre généralisée qui s’ensuit. Leo, quant à lui, est grièvement blessé.
Les voyageurs sont ensuite transportés auprès de la reine Ayesha, qui vit dans les ruines du royaume de Kôr. Elle est d’une beauté irrésistible et se cache derrière un voile. Holly, en découvrant son visage et son corps, est immédiatement envoûté par ses charmes et tombe amoureux. Ayesha a découvert le secret de l’immortalité, cela fait plus de 2000 ans qu’elle vit dans les cavernes et les souterrains de Kôr, attendant le retour de Kallikrates, l’homme aimé qu’elle a tué dans un accès de jalousie. Elle peut voir dans une fontaine magique ce qui se passe ailleurs mais ne peut toutefois dire l'avenir. Elle peut aussi guérir les maladies. C’est ainsi qu’elle sera amenée à sauver Leo, à l'article de la mort à la suite de sa blessure. En découvrant Leo, elle comprend qu’il est le descendant de Kallikrates, car leurs traits sont identiques. Ayesha détruit les restes mortels de Kallikrates, qu’elle conservait depuis la mort de celui-ci et tue Ustane, car dorénavant, Leo lui appartient. Leo tombe à son tour sous le charme de Celle-qui-doit-être-obéie, malgré l’amour qu’il portait à Ustane.

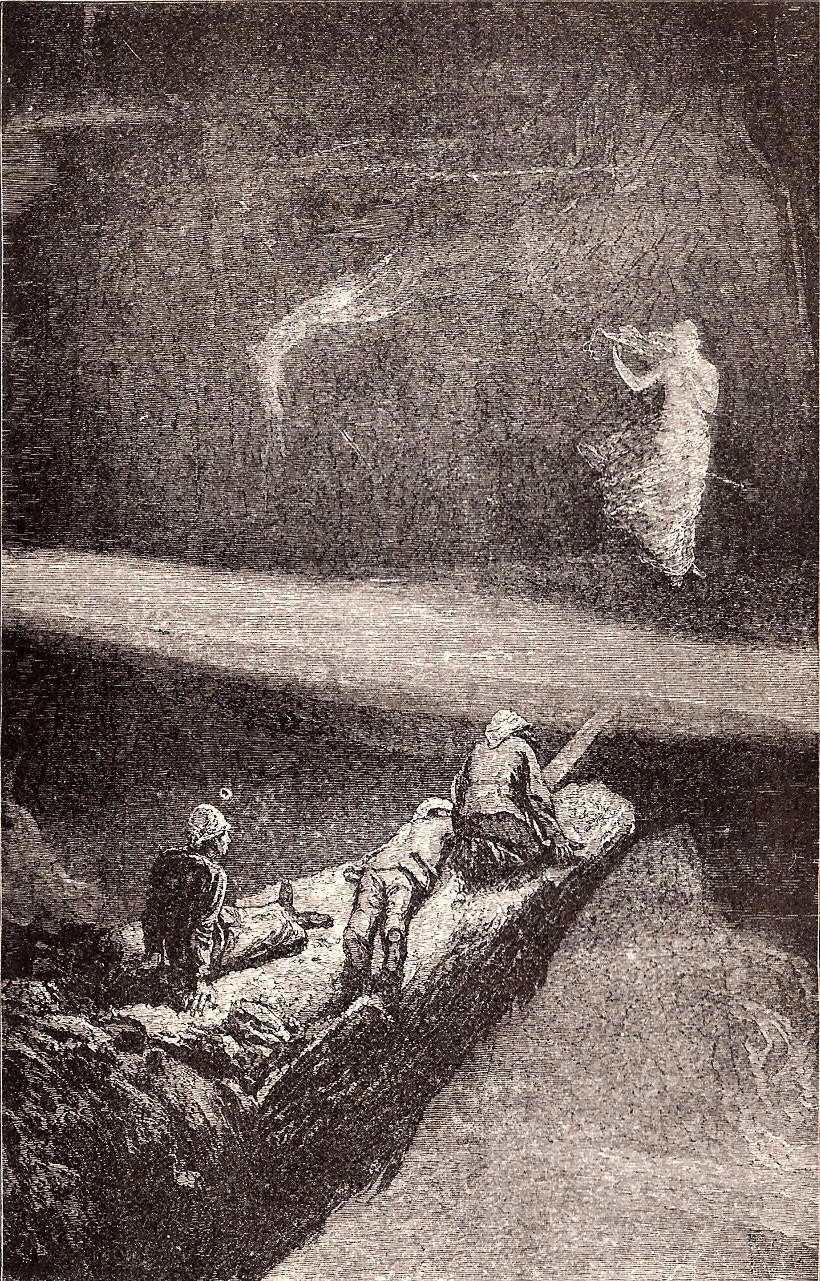
La traversée vers la grotte où se trouve le pilier de feu. Illustration de E. K. Johnson.

Ayesha souhaitant pouvoir enfin vivre son amour éternel, enjoint à Leo de devenir immortel comme elle. Ils entreprennent alors un long et périlleux voyage pour parvenir au pilier de feu, dans lequel il faut entrer pour acquérir des pouvoirs magiques. Leo est inquiet à l’idée de devoir rentrer en Angleterre accompagné d’Ayesha qui foudroie quiconque lui désobéit. Holly, quant à lui, n’est pas du tout tenté par l’immortalité, car cela signifierait passer l’éternité à convoiter Ayesha, sachant qu’elle ne sera jamais sienne. Leo hésitant à pénétrer dans le pilier de feu, Ayesha y va la première, pour lui montrer qu’il n’y a aucun danger. Toutefois, Elle se flétrit et se fane au contact de la flamme, retrouvant l’aspect qu’elle a en tant que personne ayant vécu 2000 ans. Avant de disparaître, elle a encore le temps de dire qu’elle reviendra. La scène est si terrifiante que Job meurt sous le choc. Le voyage du retour est encore plus dangereux et rocambolesque. Mais Leo et Holly parviennent à quitter Kôr par un autre chemin, sachant que leurs chances de survie seraient nulles s’ils revenaient auprès des Amahagger sans Ayesha.

## Suite du roman
La suite de cette aventure est narrée dans Aycha (en) (Aycha ou le Retour d'Elle dans la dernière réédition de 2012), parue en France pour la première fois en 1925.

## Personnages
- Horace Holly  est le narrateur du roman. C'est un érudit, qui connaît le latin, l'arabe et l'hébreu. Son intelligence et son immense culture compensent sa laideur. Il sera surnommé le Babouin par le peuple Amahagger. Il parviendra à a communiquer avec Elle, qui parle, elle aussi le latin, l'arabe et l'hébreu.
- Leo Vincey est le pupille de Horace Holly. Leo est aussi beau que Holly est laid. Il sera surnommé le Lion par le peuple Amahagger, du fait de ses magnifiques boucles blondes et de sa belle prestance. Ayant été éduqué par Holly, il maîtrise les mêmes langues. Il sera d'abord le mari de Ustane, avant de tomber sous le charme irrésistible de Elle. Il serait la réincarnation de Kallikrates, amant de Elle deux mille ans auparavant.
- Ayesha[5], Hiya ou Elle, appelée Celle-qui-doit-être-obéie par le peuple Amahagger, est le personnage qui donne son titre au roman. Elle serait née il y a 2000 ans au Yémen, dans la cité d'Ozal. Elle affirme appartenir à la même race que Yârab (en), fils de Kahtân, être al Arab al Ariba (une Arabe née d'Arabes)[b]. Elle a acquis l'immortalité et attend le retour de l'être aimé depuis deux millénaires. Elle possède aussi le don de clairvoyance, mais ne parvient toutefois pas à prédire l'avenir.
- Job est le fidèle serviteur de Holly, qui sera surnommé le Cochon par les autochtones. C'est un homme simple, mais doté de bon sens. Il ne participe au périple qu'entreprennent son maître et son pupille que par loyauté envers ceux-ci. Il craint Ayesha et se méfie du peuple Amahagger, qu'il trouve cruel, peu civilisé et effroyable.
- Mahomed est le marin musulman qui a conduit les trois Anglais jusqu'à la bouche du fleuve qui mène au royaume de Kôr. Il sera le premier à mourir aux mains des Amahagger, lors d'une cérémonie cannibale.
- Billali est un ancien de la tribu Amahagger, portant le rang de "père". De ce fait, il est craint et respecté par le peuple.
- Ustane est une jeune femme Amahagger. Elle s'éprend immédiatement de Leo et l'embrasse, ce qui fait d'eux mari et femme, selon la coutume locale. Elle devra par la suite affronter la rivalité de Elle.
- Kallikrates[c] est un ancien Grec, prêtre égyptien d'Isis, époux d'Amenartas et très lointain aïeul de Leo. Ayesha étant tombée amoureuse de Kallikrates, elle a préféré tuer l'homme qu'elle aimait plutôt que de le voir au bras d'une autre. Depuis 2000 ans de la survenue de ces événements, Ayesha regrette son geste et attend le retour de l'homme qu'elle aime.
- Amenartas était une prêtresse égyptienne, épouse de Kallikrates et lointaine aïeule de la famille Vincey.
- le peuple Amahagger ou le peuple des Rochers est formé des habitants du royaume de Kôr.

## Analyse
Haggard avoua en 1912 à son ami Rudyard Kipling qu'il lui avait fallu six semaines pour écrire son roman. L'idée de base était toute simple : celle « d'une femme qui a découvert le secret de la longévité ». Une fois qu'il avait commencé, les idées étaient arrivés par nuées.
Les personnages féminins de l'auteur ne viennent pas de ses lectures scientifiques ou romanesques. Ils sont issus du plus profond de ses sentiments, des crises réelles dont il fit l'expérience et du fort appétit sexuel, qui fut toute sa vie durant son infortune. Lilias (en), sa fille, le reconnaissait elle-même. Néanmoins, il fut en partie capable de sublimer tout cela dans ses écrits.
Quand il était enfant, sa bonne avait pour coutume d'effrayer les enfants de la famille pour les amener au lit. Pour cela, elle utilisait une poupée de chiffons qu'elle nommait « Celle-qui-doit-être-obéie ». Si cette expression fut inventée par la domestique, sa postérité en Angleterre est grande. Les maris l'utilisent sur un ton humoristique afin de désigner leurs épouses et les journalistes les femmes politiques. Le nom d'Ayesha se retrouve parfois dans les régions africaines que Rider visita. Peut-être rencontra-t-il quelqu'un qui le portait.
L'intrigue de Elle est similaire à celle d'un roman paru en 1885 : Les Mines du roi Salomon. Dans les deux cas, trois aventuriers partent pour une région inexplorée d'Afrique, où vit un peuple isolé du monde. L'un de ces hommes est caractérisé par sa force ; un second, plus âgé, par sa sagesse ; le troisième, ni fort ni sage, est un faire-valoir. Un d'entre eux tombe amoureux d'une des habitantes de cette région. Ils rencontrent une femme singulière qui prétend lire dans l'avenir et le passé. L'histoire regorge de grottes et de souterrains : on y vit, on s'en évade ou on y meurt. Ils sont amis avec un autochtone, philosophe à sa manière, qui les guide, leur apportant aide et encouragement, jusqu'au moment de leur séparation. Enfin, ils rentrent chez eux avec l'impression que l'aventure est inachevée. Leo est semblable à Sir Henry, Allan Quatermain à Holly et Gagool à Ayesha. Ce qui différencie ces deux œuvres, c'est que nous pouvons reconnaître en Elle, en Ustane et en Leo des émotions profondes. Les héros des Mines du roi Salomon sont superbes mais ils ne sont que cela, de bons personnages dans une intrigue bien ficelée. En revanche, les thèmes de Elle sont éternels et universels.

## Photographies et images

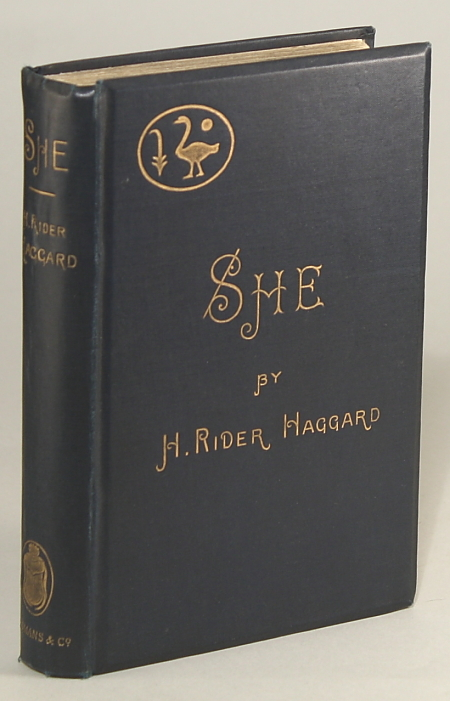
SHE: A History of Adventure : couverture de la 1re édition, 1887.
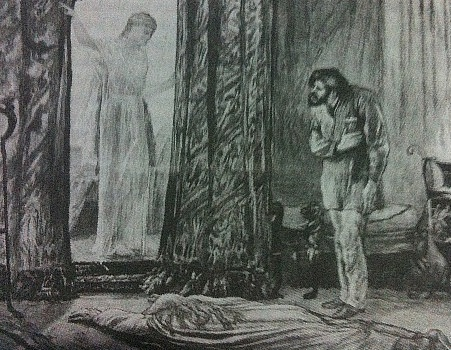
Illustration par E. K. Johnson pour The Graphic (1886). Holly, debout, regarde la silhouette de She, tandis que Billali est allongé prostré sur le sol, craignant de lever les yeux.
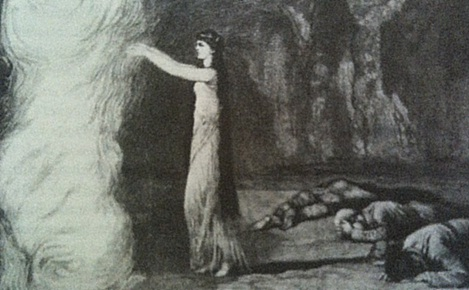
Illustration par E. K. Johnson pour The Graphic (1887). Ayesha est sur le point d'entrer dans la Colonne de Feu, avec Holly, Leo et Job stupéfaits de peur.
- Couverture d'Ayesha, the return of She.

## Adaptations

### Au cinéma
Elle (She) a été adapté pas moins de dix fois au cinéma, dont sept du vivant de l'auteur (il est mort en 1925), ce qui témoigne de l'immense popularité de cette œuvre.
- 1899 :  La danse du feu - Réalisateur : Georges Méliès. Film muet d'une durée de une minute[7] ;
- 1908 : She - Réalisateur : Edwin S. Porter, Henry Rider Haggard comme scénariste. Film muet[8] ;
- 1911 : She - Réalisateur : George Nichols, Henry Rider Haggard comme scénariste. Film muet d'une durée de 24 minutes[9] ;
- 1916 : She - Réalisateur : William G.B. Barker et Horace Lisle Lucoque[10] ;
- 1917 : She - Réalisateur : Kenean Buel, Henry Rider Haggard comme scénariste. Film muet, qui est perdu[11] ;
- 1924 : Die Sklavenkönigin - Réalisateur : Michael Curtiz[12]. Film muet, Henry Rider Haggard a écrit les intertitres[13] ;
- 1925 : She - Réalisateur : Leander De Cordova et G.B. Samuelson. Film muet[14];
- 1935 : La Source de feu - Réalisateur : Lansing C. Holder et Irving Pichel[15]. Musique de Max Steiner ;
- 1965 : La Déesse de feu - Réalisateur : Robert Day, avec Ursula Andress dans le rôle de Ayesha[16]. Production des films Hammer ;
- 1982 : Conqueror (She) - Réalisateur : Avi Nesher[17] ;
- 2001 : She - Réalisateur : Timothy Bond, avec Ophélie Winter dans le rôle de Ayesha[18], qui bénéficie notamment d'une excellente bande originale de Stelvio Cipriani. Vidéofilm.

### Bandes dessinées
- 2010 : Elle, Tome 1 : Le Tesson d'Amenartas, bande dessinée de Élie Chouraqui et Alberto Jimenez Albuquerque ;
- 2012 : Elle, Tome 2 : Celle-qui-voit-tout, bande dessinée de Élie Chouraqui et Alberto Jimenez Albuquerque.

## Éditions françaises
(liste non exhaustive)
- H. R. Haggard (trad. Jacques Hillemacher), She, t. 1, Nouvelles Éditions Oswald, coll. « Fantastique - SF - Aventure » (no 67), 1983
- H. R. Haggard (trad. Jacques Hillemacher), She, t. 2, Nouvelles Éditions Oswald, coll. « Fantastique - SF - Aventure » (no 68), 1983
- H. R. Haggard (trad. Michel Bernard), Elle ou la source de feu, dans Elle-qui-doit-être-obéie  (trad. de l'anglais), Paris, Robert Laffont, coll. « Bouquins », 1985, 914 p. (ISBN 2-221-04659-5)
- H. R. Haggard (trad. de l'anglais par Cécile Desthuilliers et Jacques Hillemacher), Elle : Un récit d'aventures, Rennes, Terres de Brume, coll. « Terres mystérieuses », 2006, 367 p. (ISBN 2-84362-294-8)